# الحمراء (جبلة)

تعديل مصدري - تعديل

الحمراء محلة تابعة لقرية عدن الكبر، التابعة لعزلة الشهلي بمديرية جبلة إحدى مديريات محافظة إب في الجمهورية اليمنية، بلغ تعداد سكانها 71 حسب تعداد اليمن لعام 2004.